# Cochin Haneefa
Salim Ahmed Ghoush (22. april 1951 – 2. februar 2010), bedre kendt under sit kunstnernavn Cochin Haneefa (malaysisk: കൊച്ചിന് ഹനീഫ), var en indisk filmskuespiller, instruktør og manuskriptforfatter. Han startede sin karriere i 1970'erne. Han har optrådt i mere end 300 film på malaysisk, tamil og hindi.

## Karriere
Han studerede på Kochi St. Augustine's School og St. Albert's College. Han var medlem af den berømte komediegruppe Cochin Kalabhavan, der også omfattede Kalabhavan Mani, Harisree Asokan, Salim Kumar, og Bindhu Panicker. Han fik sin filmdebut i 1979 i en rolle i Ashtavakran. Han spillede med i over 80 tamilske film.
Han spillede mindeværdige roller i mange malayisiske film og instruerede omkring 20 film, deriblandt Valtsalyam og Moonu Masangalkku Munbu.
Han døde den 2. februar 2010, 62 år gammel, i Chennai.